# Crash Bandicoot (spil)
Crash Bandicoot (クラッシュ・バンディクー Kurasshu Bandikū) er et platformspil udviklet af Naughty Dog, og udgivet af Sony Computer Entertainment til PlayStation i 1996, med figuren Crash Bandicoot som hovedperson. Crash er en Bandicoot der blev udviklet af Doctor Neo Cortex og hans "højre hånd" Doctor Nitrus Brio. Historien følger Crash's forsøg på at stoppe hans skaberes planer om at erobre verden, stoppe den forurening de har forsaget, og rede den kvindelige Bandicoot Tawna, der også blev udviklet af Cortex og N. Brio.
I 2006 blev spillet genudgivet til download fra PlayStation Network, hvilket gjorde det spilbart på både PlayStation Portable, og efter Operating System update 1.70 også på PlayStation 3.

## Gameplay
Spillet består af 25 normale baner, to skjulte baner, og seks bosser. Spilleren må klare sig gennem begrænsede områder og bekæmpe fjenderne undervejs, undgå bundløse huller, og smadre kasser der ofte indeholder en form for bonus. Smadres alle kasser på en bane, uden at man mister et eneste liv, bliver man belønnet med en diamant. I kampene mod bosserne skal spilleren undgå bossens angreb og derefter angribe den når den er svækket. Crash's eneste angreb er snurre-angreb og hoppe. En stor del af fjenderne kan slås ved blot at hoppe, men fjender hvor dette ikke virker bliver man nødt til at dræbe ved at snurre rundt på dem. Dette angreb kan også bruges til at "skyde" fjender ind i andre fjender eller kasser.
I nogle baner vil Crash også ride på et vildsvin, hvilket han kun har begrænset kontrol over. På sådanne baner skal spilleren forsøge at undgå forhindringer, så som fjender, mens han fortsat bevæger sig fremad med høj hastighed på vildsvinet. På andre baner skal Crash løbe fra rullende kæmpesten. Spilleren skal forsøge at løbe så hurtigt som muligt mod skærmen mens man samtidig prøver at undgå fjender, huller, og andre forhindringer.
Ved at smadre specielle kasser kan spilleren få en Aku Aku maske der beskytter Crash, der beskytter en fra fjendtlige angreb. Hvis en Aku Aku maske samles op mens Crash allerede har en, bliver denne til en af guld. Samles en tredje maske op mens Crash har en guld maske, bliver Crash midlertidig usårlig fra de fleste fjender, hvorefter masken vender tilbage til guld. Bliver man ramt af en fjende reduceres guld masken til en normal, eller fra en normal til ingen. På nogle baner er der også specielle mærker skjult i tre kasser. På disse mærker er der billede af enten Tawn, Doctor Nitrus Brio, eller Doctor Neo Cortex. Når en spiller har samlet tre ens mærker på en bane bliver Crash transporteret til en bonusbane, hvor man kan samle ekstra wampa fruits og ting. Tawna bonusbanerne kan bruges til at gemme hvor langt man er nået, enten ved at få en kode eller gemme direkte til et PlayStation Memory Card.

### Omgivelser
Spillet foregår på tre Australske øer ejet af Doctor Neo Cortex og kendt som Wumpa Islands. På de første to øer er områderne især fokuseret på skove/jungler, den indfødte stammes byer, og strande. Jungle områderne fokusere på fred og harmoni. Nogle baner på den anden ø finder sted i tempelruiner, hvor kunstneren prøvede at skabe et overgruet og organisk sted.  Den tredje ø er mere industriel, og dens baner finder mest sted i kraftværker og i Cortex's slot. Måden slottet blev lavet på var for at reflektere Cortex's sindssyge sind.
Banernes fjender afhænger af deres omgivelser. De mange baner på de første to øer har derfor mest krabber, skildpadder, og stamme medlemmer som fjender. I kontrast til dette består fjenderne i kraftværkerne mest af mekaniske robotter, og i slottet af de identiske robot Lab Assistants og monstrøse eksperimenter.

### Figurer
Som det første spil i serien er der kun ni figurer, hvoraf størstedelen er blevet lagt stemme til af Brendan O'Brien.
Crash er spillets helt, der med hjælp fra Aku Aku, en voodoo maske ånd af en gammel heksedoktor, prøver at stoppe Doctor Neo Cortex og hans om at erobre verden, samt stoppe den forurening han og hans assistent Doctor Nitrus Brio har forsaget.
Neo Cortex, spillets hovedskurk, og N. Brio forsøger sammen at skabe den ultimative soldat, i håbet om at erobre verden. Crash er en af de fejlede eksperimenter, og Cortex ønsker derfor ikke at se ham igen. I stedet forbereder han og N. Brio sig på at fortsætte eksperimenterne på den kvindelige Bandicoot Tawna i stedet. Det er alle deres forsøg der er skyld i at alle vilde dyr på øerne er blevet muteret. N. Brio er desuden skaberen af Evolvo Ray, men han har dog ladet Cortex tage æren for det, grundet manglende ambitioner. Naughty Dog lavede ham som en modsætning til Cortex, med Brio som den succesfulde, mens Cortex konstant fejler, og logisk i forhold til Cortex's følsom.
Udover Cortex og N. Brio er der fire andre bosser. Disse består af N. Sanity Island's stammes leder Papu Papu, den sindssyge Ripper Roo, den muskuløse Koala Kong, og den The Godfather inspirerede Pinstripe Potoroo.

## Historie

### Intro
Historien finder sted på de tre Wumpa Islands sydøst for Australien, som er ejet af den onde videnskabsmand, Doctor Neo Cortex. Med hjælp fra Doctor Nitrus Brio skaber han Evolvo Ray, som de bruger til at udvikle de forskellige dyr på øerne, hvilket samtidig skaber en masse forurening. Et af deres eksperimenter var en bandicoot, Crash. Efter at være blevet udviklet af Evolvo Ray tester duoen den endnu ikke færdige Cortex Vortex på ham, hvilket skulle gøre at han blev fuldt under deres kontrol. Eksperimentet på Crash fejler imidlertid, og han flygter fra sine skabere.
Efter at være faldet ud af et vindue i Doctor Neo Cortex's slot, vågner Crash op, skyllet i land på N. Sanity Island. Da Crash var i fangenskab var han blevet tiltrukket af en anden, kvindelig udviklet bandicoot, Tawna. Med målet at stoppe Cortex's planer, rede Tawna, og stoppe forureningen begiver han sig tilbage mod slottet. Med sig har han Aku Aku, der er voodoo maske ånden af en gammel heksedoktor, hvis opgave er at våge over øerne.

### Konklusion
Efter at have kæmpet sig vej forbi både stammelederen Papu Papu på N. Sanity island, begiver han sig videre til Wumpa Island hvor han overvinder både Ripper Roo og Koala Kong.
Da han når til den tredje ø, Cortex Island, begiver han sig ind i kraftværket der skaber forureningen. Han når ind til kernen, hvor han kæmper mod Pinstripe Potoroo som er den der administrere det. Under kampen ender Pinstripe ved et uheld med at skyde kernen, hvilket stoppe kraftværket, og dermed formindsker forureningen.
Crash går derefter ind i Cortex's slot, hvor han vandre gennem laboratorierne og bekæmper Doctor Nitrus Brio. Han når derefter toppen af tårnet, hvor han sætter ild til slottet. Herefter skynder Crash sig op på Cortex's luftballon, hvor de to endelig mødes igen for at kæmpe. Efter at have brugt Cortex's egne projektiler mod sig selv, sender han ham i et fald mod hvad der ligner hans død. Sammen med Tawna undslipper Crash derefter det brændende slot ved hjælp af Cortex's luftballon.
I forsættelsen, Crash Bandicoot 2: Cortex Strikes Back, forsætter historien præcis hvor dette spil slutter.
Det skal nævnes at der er en alternativ slutning, man kan få ved at samle alle diamanterne. Denne hører dog ikke med til spillets historie, men fungere som en form for bonus. I denne undgår Crash den sidste kamp mod Cortex, og bruger i stedet diamanterne til at flygte gennem et hemmeligt rum, rede Tawna, og derefter flyve væk med hende på en stor fugl.

## Udvikling
Arbejdet på spillet startede i August, 1994, med at titelfiguren, Crash Bandicoot, blev designet af Charles Zembillas og Joe Pearson. Alt arbejdet på dette spil fandt udelukkende sted i Los Angeles, Californien, efter at hele holdet var flyttet dertil fra Boston, Massachusetts. Crash Bandicoot var hvad Naughty Dog teamet fokuserede så meget på under dets udvikling, at andre spil ideer som Al O. Saurus and Dinestein blev kasserede. I Marts, 1995, blev Sony spillets officielle udgiver. Og i April samme år nåede spillet sit Alpha-stadie, og blev vist frem til offentligheden i Maj, 1996 på Electronic Entertainment Expo, hvor det blev taget godt imod.